# 有馬頼義
有馬 頼義（ありま よりちか、1918年〈大正7年〉2月14日 - 1980年〈昭和55年〉4月15日）は、日本の小説家。中間小説、社会派推理小説の分野で活躍した。旧・筑後国久留米藩主有馬家の第16代当主。

## 出自
伯爵有馬頼寧の三男として東京市赤坂区青山（現・東京都港区青山）に生まれる。母貞子は北白川宮能久親王の第2王女。
頼寧の母・寛子（頼義の祖母）は岩倉具視の五女。頼義の妹の澄子は足利惇氏の妻。姉の正子は亀井茲建の妻であり、衆議院議員亀井久興は甥にあたる。
兄2人の早世と病弱により早くから伯爵家を嗣ぐことを決められる一方、有馬家と母の実家・北白川宮家の複雑な家庭環境を肌で感じる多感な幼少期を過ごした。父・頼寧の実母・寛子は岩倉具視の娘であったが、頼寧出産後、有馬家によって一方的に理由不詳のまま岩倉家に返され、離婚に追い込まれた（後に森有礼と再婚）。また、母・貞子は側室の岩浪稲子出生であったが、北白川宮家での貞子母子の立場の悪化を懸念した有馬韶子（有栖川宮韶仁親王女・曽祖父頼咸の正妻）によって有馬家に迎えられた。この時に貞子の母も有馬家に同行したが、あくまで「女中」という扱いをされたため、実娘の貞子からですら呼び捨てにされるという奇妙な状態であった。

## 経歴

### 青少年期
学習院初等科卒業。旧制成蹊高等学校尋常科に入学、野球に熱中し、6年生の時の高専大会出場後に退学となる。小学生の頃は『少年倶楽部』『日本少年』『譚海』の読者で、江戸川乱歩、小酒井不木、夢野久作、浜尾四郎、コナン・ドイル、E.A.ポーを愛読した。その後、大佛次郎、志賀直哉、丹羽文雄、片岡鉄兵、そして自然主義文学及びフローベルに傾倒した。旧制早稲田第一高等学院に入って小説を書き始め、片岡鉄兵の知遇を得る。また二・二六事件の時に、姉の嫁ぎ先の舅にあたる内大臣斎藤実の隣家の姉のところに泊まっていて、斎藤夫妻の殺害に遭遇した。在学中の1937年（昭和12年）に短篇集『崩壊』を上梓。その原稿料を受け取ったことが問題とされて放校処分を受ける。徴兵延期の特権を失い、1940年（昭和15年）に兵役に就いて満洲に渡る。
3年間の軍隊生活を経て帰国後、同盟通信社社会部記者となり、周囲の反対を押し切って、1944年（昭和19年）に芸者だった千代子と結婚する。家を出て経堂に住み、隣組長、防災班長などを勤めながら、反戦小説や日記（『経堂日記』）を書いていた。満州で下士官によりリンチを受けたとき、その下士官が二・二六事件に関わっていたことを知り、その経験から帰国後にアンドレ・ジイド『蕩児の帰宅』に感化され「本気で小説を書きはじめた」。1944年（昭和19年）、『晴雪賦』によって第4回国民演劇脚本情報局賞受賞。

### 戦後・直木賞受賞まで
敗戦後、農相だった父が戦犯容疑者として拘禁され、財産差押えを受ける。家は貧窮生活に転落し職を転々。古道具屋、ビルのガラス拭きやアコーディオン弾き、友人が編集していたカストリ雑誌『アベック』の常連執筆者、『日刊スポーツ』の記者などで生計を支えた。1924年（大正13年）の長兄頼秋死去に続き、1946年（昭和21年）に次兄頼春が死去する。同年父が釈放され、家を売却して借家に移る。
1950年（昭和25年）に『改造』第1回懸賞に応募した『河の唄』で選外佳作入選。1951年（昭和26年）、『皇女と乳牛』で『文藝春秋』懸賞入選。
1952年（昭和27年）に田辺茂一と知り合い、同人誌「文学生活」に参加。1954年（昭和29年）、これに発表した作品を集めた『終身未決囚』を、戦後財産のほとんどを失った父が残った土地を売って作った資金で自費出版し、この本が認められて第31回直木賞受賞。この後『別冊文芸春秋』・『オール読物』・『面白倶楽部』などに旺盛に作品を発表。1955年（昭和30年）の書下ろし長編『姦淫の子』は、モデル問題によって廃版になった。

### 系譜
| 有馬頼義 | 父 有馬頼寧 | 祖父 有馬頼萬         | 曾祖父 有馬頼咸       |
| 有馬頼義 | 父 有馬頼寧 | 祖父 有馬頼萬         | 曾祖母 金田ミヨ       |
| 有馬頼義 | 父 有馬頼寧 | 祖母 有馬寛子         | 曾祖父 岩倉具視       |
| 有馬頼義 | 父 有馬頼寧 | 祖母 有馬寛子         | 曾祖母 岩倉槇子       |
| 有馬頼義 | 母 有馬貞子 | 祖父 北白川宮能久親王 | 曾祖父 伏見宮邦家親王 |
| 有馬頼義 | 母 有馬貞子 | 祖父 北白川宮能久親王 | 曾祖母 堀内信子       |
| 有馬頼義 | 母 有馬貞子 | 祖母 岩浪稲子         | 曾祖父 某             |
| 有馬頼義 | 母 有馬貞子 | 祖母 岩浪稲子         | 曾祖母 某             |

### 推理小説
1956年（昭和31年）「三十六人の乗客」以来推理小説も書き、『四万人の目撃者』・『リスと日本人』・『殺すな』は、同じ高山検事の登場する三部作となっている。従来の推理小説の謎解きに加え、人間性の掘り下げ、社会生活の中での人間と事件の分析を行い、当時松本清張とともに社会派推理小説と呼ばれた。1957年（昭和32年）に父が老衰死した。1958年（昭和33年）に発表した短編「ガラスの中の少女」は、2度映画化されている（1960年：主演・吉永小百合、1988年：主演・後藤久美子）。
1959年（昭和34年）、『四万人の目撃者』で日本探偵作家クラブ賞受賞。賞に推された際は、野球小説のつもりで書いたとして辞退していたが、江戸川乱歩の強い薦めにより賞を受けた。

### 石の会
1960年代から、自宅に若手作家たちを集めて「石の会」を主宰。高井有一、高橋昌男、色川武大、佃実夫、萩原葉子、室生朝子、後藤明生、森内俊雄、渡辺淳一、梅谷馨一、早乙女貢らが参加していた。
1963年（昭和38年）の『小説現代』創刊以来の新人賞選考委員を務め、受賞者の五木寛之、中山あい子、北原亞以子らもこの中におり、落選した立松和平も有馬家で作家修行をした。
中央公論社の編集者時代の澤地久枝と不倫の関係となり、澤地は1963年（昭和38年）に退社した。
1970年（昭和45年）には、『早稲田文学』編集長に就任した。

### 自殺未遂
1972年（昭和47年）5月、川端康成の死に誘発されてガス自殺未遂を起こし、一命は取り留めたものの、以後はいくつかの随筆を書いた程度で執筆活動から遠ざかった。
遺族の証言では、以前から睡眠薬による極度の薬物依存症であったのが原因と言われる。
また1971年（昭和46年）の『小説現代』8月号に発表した『カストリ雑誌前期』において、そこで引用した匿名の小説について「作者の創作でなく盗作である。盗作の事実を認めず慰謝料を払わなければ新聞沙汰にする」との脅しを受け、内密に約100万円の慰謝料を支払わされたことがあり、これを取り次いだ編集者の大村彦次郎は自殺未遂にこの事件が尾を引いていないかとしている。
「東京空襲を記録する会」で「東京大空襲・戦災誌」の編纂代表を務め、1974年（昭和49年）に菊池寛賞を受賞。友人には「トノ」の愛称で呼ばれていた。

### 晩年
晩年は、自殺未遂で入院時の看護婦を愛人とし、家族と離れ、愛人と暮らし、家族・知己・文学関係者との繋がりもほとんど絶って隠棲していた。1980年（昭和55年）4月15日未明に自邸で倒れ、同日午後9時15分に東京都杉並区の駒崎病院において脳溢血のため死去。62歳没。戒名は大有院殿謙山道泰大居士。

## 作品
終戦後に東海道線の車内で、進駐軍の米兵による略奪行為に居合わせて殴られた経験から、10年後に「三十六人の乗客」を執筆、その後の推理小説についても「私小説的発想によって書かれている」と述べている。「終身未決囚」は大川周明を思わせる人物の内面を描いたもので、他にも多くの作品で戦争批判が込められており、またジイド『蕩児の帰宅』の影響を受けている。
『遺書配達人』では、分隊で一人生き残った男が、戦後になって残りの兵士の遺書を遺族に手渡すために奔走する物語で、「戦争体験の風化」の告発しようとした。『赤い天使』では、中国戦線での従軍看護婦の異常な経験を描き、『悠久の大義』は一人の将校の死をめぐる推理小説として書かれている。また『巡査の子』は、戦前から戦後に生きた男の波乱に富んだ生涯を描いている。『貴三郎一代』は型破りな初年兵を主役にした悪漢小説的な作品で、のちに『兵隊やくざ』の題で大映で映画化されて大ヒットし、シリーズ化もされ、続編『兵隊やくざ 戦後編』も書かれている。
血友病という病気を抱えた男を描く「失脚」や、軍人の子として生きる少年の懐疑を描く「葉山一色海岸」は、生まれながらの運命を抱えた人間をとらえようとして、有馬頼寧の子である自身の境遇の影響が見られ、疎外された人間への注目は「殺意の構成」などにも現れる。

### 著作リスト
- 『崩壊』（富士印刷出版部 1937年）
- 『ある父と子の話』（日本公論社 1939年）
- 『経堂日記』（瑞穂社 1946年）
- 『蕩児』（蒼土社 1948年）
- 『終身未決囚』（作品社 1954年 のち旺文社文庫）
- 『皇女と乳牛』（河出新書 1955年）
- 『姦淫の子』（作品社 1955年）
- 『少女娼婦』（鱒書房（コバルト新書）、1955年）
- 『やどかりの詩』（鱒書房 1956年（『名古屋タイムズ』等地方紙 1955年11月 - 1956年6月））
- 『空白の青春』（作品社 1956年）
- 『毒薬と宰相』（大日本雄弁会講談社（ロマンブックス） 1956年）
- 『三十六人の乗客』（角川書店 1957年　のち旺文社文庫、光文社文庫）
- 『幽霊の唄が聞えてくる』（筑摩書房 1958年）
- 『失脚』（中央公論社 1958年（『中央公論』1958年1 - 4月号））
- 『この手が人を殺した』（小壷天書房 1958年）
- 『四万人の目撃者』（講談社 1958年（『週刊読売』1958年1月5日 - 7月6日） のち角川文庫、中公文庫、光文社文庫、双葉文庫）
- 『美貌の歴史』（光文社 1958年（『長崎日日新聞』等地方紙1958年1月1日 - 6月30日））
- 『象牙座殺人事件』（六興出版部 1958年）
- 『夜の配役』（文藝春秋新社 1959年（『オール讀物』1958年1 - 12月号））
- 『バラ園の共犯者』（平凡出版 1959年）
- 『ガラスの中の少女』（角川書店 1959年（短編集） のち光文社文庫）
- 『現行犯』（角川文庫 1959年）
- 『黒いペナント』（角川書店 1959年（『週刊ベースボール』1958年12月3日 - 1959年4月15日）のち光文社文庫）
- 『リスとアメリカ人』（講談社 1959年（『週刊サンケイ』1959年1月11日 - 8月16日） のち角川文庫）
- 『裁かれる人々』（光風社 1959年）
- 『葉山一色海岸』（中央公論社 1959年 のち角川文庫）
- 『遺書配達人』（文藝春秋新社 1960年（『週刊文春』1959年9月7日 - 12月14日）のち旺文社文庫、光文社文庫）
- 『殺意の構成』（新潮社 1960年（『週刊読売』1959年8月31日 - 1960年3月27日））
- 『火と風の論告』（毎日新聞社 1960年（『毎日新聞』1959年9月7日 - ?））
- 『風熄まず』（角川書店 1960年（『北海タイムス』等地方紙、1960年））
- 『化石の森』（講談社 1960年（『婦人倶楽部』1960年1 - 12月号））
- 『くちびるに紅を』（中央公論社 1961年（『婦人公論』1960年4月 - 1961年3月号））
- 『謀殺のカルテ』（文藝春秋新社 1961年）
- 『行列の中の彼』（講談社 1961年（『若い女性』1961年1 - 12月号））
- 『悪夢の構図』（春陽文庫 1961年）
- 『虚栄の椅子 長兵衛と権八』（角川書店 1962年（『報知新聞』1961年4月11日 - 11月7日））
- 『女波』（中央公論社 1962年（新聞三社連合1961年4月26日-11月17日））
- 『背後の人』（文藝春秋新社 1962年 のち旺文社文庫）
- 『月光』（浪速書房 1962年）
- 『殺すな』（講談社 1962年（『週刊朝日』1960年7月3日 - 1961年2月3日）のち角川文庫）
- 『山河ありき』（中央公論社 1962年（『小説公園』1957年1月 - 1958年3月号））
- 『悪魔の証明』（中央公論社 1963年）
- 『結婚の夜』（毎日新聞社 1963年）
- 『少年の孤独』（角川書店 1963年）
- 『狼葬』（講談社 1963年）
- 『隣りの椅子』（文藝春秋新社 1963年）
- 『ある恋のために』（集英社 1964年）
- 『風のない夜』（講談社 1964年）
- 『三人の求婚者』（文藝春秋新社（ポケット文春） 1964年）
- 『聖夜の欲情』（河出書房新社 1964年）
- 『風塵に消えた館』（桃源社（ポピュラー・ブックス） 1964年）
- 『貴三郎一代』正続（文藝春秋新社 1964年 - 1966年 のち旺文社文庫、『兵隊やくざ』光文社文庫、光人社文庫）
- 『生存者の沈黙』（文藝春秋 1966年）[注釈 1]
- 『夕映えの中にいた』（読売新聞社 1966年）
- 『赤い天使』（河出書房新社 1966年　※ 増村保造によって映画化。）
- 『母 その悲しみの生涯』（文藝春秋 1967年）
- 『廃墟にて』（講談社 1967年）
- 『小隊長、前へ』（文藝春秋 1968年）
- 『巡査の子』（文藝春秋 1968年）
- 『密室の眠り』（講談社 1969年）
- 『悠久の大義』（講談社 1969年）
- 『少女の語り』（文藝春秋 1969年）
- 『二・二六暗殺の目撃者』（読売新聞社 1970年）
- 『宰相近衛文麿の生涯』（講談社 1970年）
- 『小説昭和事件史』全5巻（三笠書房 1970年 - 1971年）
- 『郵便兵の反乱』（三笠書房 1970年）
- 『原点』（毎日新聞社 1970年）
- 『有馬頼義の本』（ベストセラーズ 1970年）
- 『東京空襲19人の証言』（（編）講談社 1971年）
- 『続・隣りの椅子』（文藝春秋 1971年）
- 『小説靖国神社』（新日本出版社 1971年）
- 『大陸』（毎日新聞社 1971年）
- 『山の手暮色』（講談社 1971年）
- 『乃武子の災難』（講談社 1971年）

編著
- 『推理小説入門 一度は書いてみたい人のために』（木々高太郎と共編）光文社 1960年（2005年光文社文庫）

作品集
- 『現代長篇小説全集 有馬頼義・新田次郎集』（講談社 1959年）
- 『推理小説大系12 有馬・新田・菊村集』（東都書房 1960年）
- 『現代長編推理小説全集4』（東都書房 1961年）
- 『長篇小説全集14 有馬頼義集』（講談社 1962年）
- 『新日本文学全集3 有馬頼義集』（集英社 1962年）
- 『現代の文学 34 有馬頼義集』（河出書房新社 1964年）
- 『有馬頼義推理小説全集』全5巻（東邦出版社 1971年）
- 『兵隊小説伝記選』全6巻（光人社 1983年 - 1984年）

### 映画化作品
- 『殺人現行犯』（東映 1956年）
- 『三十六人の乗客』（東京映画 1957年）
- 『夜の配役』（歌舞伎座プロ 1959年）
- 『リスとアメリカ人　廃墟の銃声』（東映 1959年）
- 『四万人の目撃者』（松竹 1960年）
- 『ガラスの中の少女』（日活 1960年）
- 『三人の息子』（松竹 1962年）
- 『兵隊やくざ』（大映 1965年　※ 原作は『貴三郎一代』）
- 『赤い天使』（大映 1966年）
- 『あゝ声なき友』（松竹 1972年　※原作は『遺書配達人』）
- 『ガラスの中の少女』（東映 1988年）

### テレビドラマ
- 『脱出』（TBSテレビ 1967年9月3日　※原作は『密室の眠り』収録の「脱出」）
- 『遺書配達人』　(NHKテレビ　1970年7月25日　『テレビドラマデータベース』参照)
- 『のぶ子の災難』（TBSテレビ 1982年 ※原作は『乃武子の災難』）
- 『しのぶ』（東海テレビ 1985年　※原作は『巡査の子』）

## その他
- 前任の『早稲田文学』編集長であった立原正秋には、一方的に嫌われていたという[14]。
- 作家の渡辺淳一は数少ない親交のあった文壇関係者で、頼義の自殺未遂時に応急手当をした。
- 野球好きは有名で、東急フライヤーズのテストを受けたこともあり、1947年（昭和22年）から十数年間、地元のチームでマネージャー兼投手をしていた。また、一時期、成蹊大学硬式野球部監督を務めた。『黒いペナント』などの野球を題材とした小説を『週刊ベースボール』に複数発表するなどもしている。
- 嗣子の有馬頼央（よりなか、第17代当主）は2009年（平成21年）から東京日本橋の水天宮の宮司を務めている。
- 中山あい子の小説『春の岬』は、有馬夫妻を題材に書き上げられたものであるとされる。